# Relação sexual

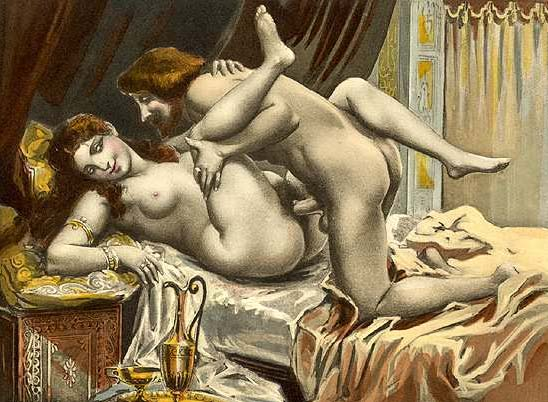
A relação sexual na posição missionária, a mais comum das posições sexuais humanas, em uma pintura feita por Édouard-Henri Avril

Relação sexual, coito ou cópula são termos que se referem principalmente à inserção e fricção do pênis, geralmente ereto, na vagina, com a finalidade de estimulação sexual ou reprodução, o que também se denomina sexo vaginal. As relações sexuais proporcionam intimidade física entre duas ou mais pessoas e são geralmente praticadas pelo ser humano com o propósito de prazer físico ou emocional, contribuindo para o fortalecimento de laços afetivos.
Embora os termos "relação sexual" e, em particular, "coito", se refiram geralmente à penetração peniana-vaginal e à possibilidade de criação de descendência (que é o processo de fecundação designado reprodução), também podem ser usados em referência a outras formas de sexo penetrativo. Entre as outras formas de sexo penetrativo estão a penetração do ânus pelo pênis (sexo anal), penetração da boca pelo pênis ou penetração oral dos genitais femininos (sexo oral), penetração sexual através dos dedos ou penetração com o auxílio de objetos sexuais. Os atos sexuais não penetrativos, como a masturbação mútua, ou formas não penetrativas de cunilíngua, não estão geralmente incluídos na definição de relação sexual, embora também possam contribuir para estabelecer relações socioafetivas e fazer parte das relações sexuais. O termo "sexo" é frequentemente usado como forma abreviada de "relação sexual", embora se possa referir a qualquer forma de atividade sexual. Uma vez que estas atividades implicam o risco de contrair doenças sexualmente transmissíveis, e embora o risco de transmissão seja significativamente menor durante o sexo não penetrativo, geralmente é aconselhada a prática de sexo seguro.
Existem diversas perspectivas sobre aquilo que constitui e diferencia a relação sexual humana de outras atividades sexuais, o que pode também influenciar as perspectivas sobre saúde sexual. Consoante a jurisdição, existem diversas leis que proíbem a realização de determinado tipo de relações sexuais, como o incesto, relações com menores de idade, sexo extraconjugal, prostituição, sodomia, violação ou zoofilia. As crenças religiosas também influenciam as decisões pessoais em relação às relações sexuais ou outro tipo de atividade sexual, como por exemplo as decisões sobre a virgindade, ou em relação à definição de políticas públicas. As perspectivas religiosas sobre a sexualidade diferem significativamente entre as religiões e até mesmo entre vertentes da mesma religião, embora existam tópicos quase universais, como a proibição do adultério.
As relações sexuais entre não humanos e com a finalidade de reprodução são geralmente denominadas "cópula". Na maior parte dos mamíferos, o acasalamento e cópula ocorrem durante o cio, o período de maior fertilidade durante o ciclo reprodutivo feminino, o que aumenta as probabilidades de fertilização. No entanto, os bonobos, os golfinhos e os chimpanzés praticam relações sexuais independentemente de a fêmea estar ou não no cio, praticando ainda atos sexuais entre parceiros do mesmo sexo. Tal como o ser humano pratica relações sexuais fundamentalmente por prazer, presume-se que a finalidade deste comportamento animal seja idêntica, e que contribua de igual forma para o fortalecimento de relações socioafetivas.

## Comportamentos

### Definições

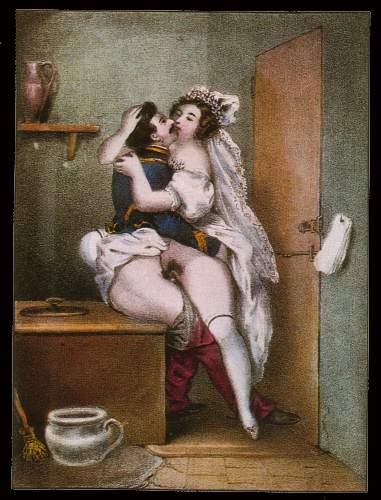
Uma pintura do século XIX realizada por Achille Devéria, onde se observa um casal realizando relação sexual vaginal

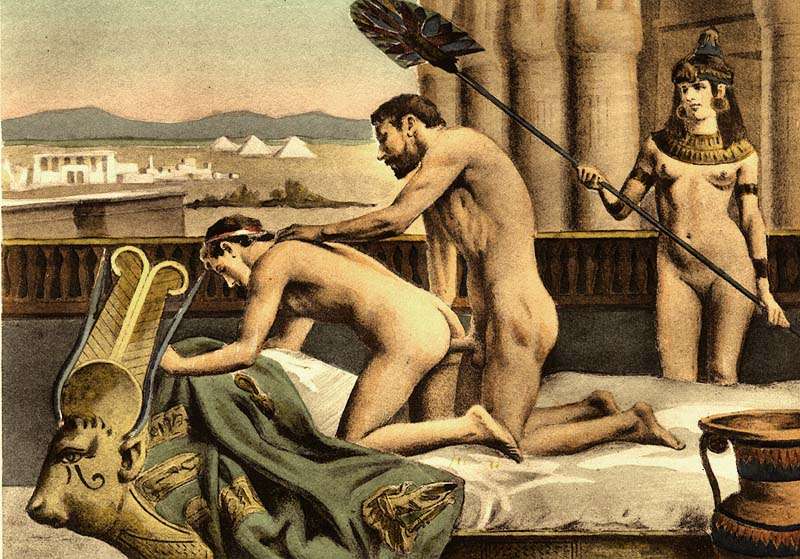
Uma interpretação erótica feita no século XIX, por Édouard-Henri Avril do imperador Adriano e Antínoo em uma relação sexual anal

Os comportamentos em torno da relação sexual também podem ser definidos por diferentes termos, incluindo coito, cópula ou sexo, sendo esta última a mais utilizada por ser uma abreviação. O termo coito é derivado das palavras latina coitio e coire, que significam "unir-se juntos"; ele descreve uma variedade de atividades sexuais onde são usados termos do latim antigo, mas geralmente se refere apenas e exclusivamente à relação peniana-vaginal, que é frequentemente denominada como coito vaginal ou sexo vaginal. Estes termos, resultantes da abreviação de relação sexual vaginal, se relacionam com qualquer atividade sexual onde a vagina está envolvida, principalmente em casos de penetração, bem como a relação sexual entre casais de lésbicas. A cópula, ao contrário, na maioria das vezes é utilizada para o acasalamento de animais não humanos; geralmente é definido pelo ato de reprodução sexuada ocasionado pela transferência do esperma de um macho para uma fêmea. Raramente o termo é usado para a procriação entre homens e mulheres, e em menor escala, sobre qualquer atividade sexual entre humanos.
Embora o uso dos termos sexo e relação sexual são os mais predominantes ao se tratar da relação peniana-vaginal no discurso tradicional, outras palavras são utilizadas em diferentes países, conforme afirma a Organização Mundial da Saúde (OMS). Ela escreve que "as culturas e as linguagens diferentes da inglesa possuem outros termos para a relação sexual, sendo que o significado deles pode variar um pouco". Na língua portuguesa, o principal termo além dos supracitados para referir-se ao ato é transa, que geralmente se relaciona a uma relação peniana-vaginal. Além destes, vários vocábulos de expressão vulgar e eufemistas são usados para identificar a relação sexual, como o termo foda e a frase "dormir junto". Adicionalmente, a penetração do pênis ereto na vagina é referida como intromissão, palavra que se origina do latim immissio, que significa "inserção do pênis".
Atualmente, os pesquisadores definem a relação sexual como relação peniana-vaginal, enquanto os outros tipos de atividades recebem termos específicos, como por exemplo, sexo anal e sexo oral. Os estudantes universitários Richard M. Lerner e Laurence Steinberg afirmam que os pesquisadores "raramente discutem sobre como eles definem o sexo ou mesmo se eles próprios possuem divergências na definição do termo", onde eles concluem dizendo que "esta forma cultural de pensamento acaba limitando o pensamento do pesquisador e as ideias que tem em mente". Este foco na relação peniana-vaginal acaba relegando outras formas de atividade sexual mútua feitas nas preliminares, onde não as considera como um "sexo de verdade", bem como limita as definições do estupro. Também existe a preocupação de estudiosos que, conceitualmente, ao misturar o coito vaginal com outras funções sexuais, não se obtenha dados relacionados às atividades praticadas por pessoas não heterossexuais.
As relações vaginal, anal e oral, em especial suas formas penetrativas, são as atividades sexuais mais reconhecidas como relações sexuais. Embora as atividades sexuais onde não ocorre penetração ou não ocorre contato direto com a vagina sejam consideradas como uma relação sexual de fato, elas também são consideradas como mantenedoras da "virgindade técnica", principalmente se tratando do sexo oral e anal. A perda da virgindade é frequentemente referida como fruto da relação peniana-vaginal, porque os casais heterossexuais, embora possam realizar as outras duas formas de sexo anteriormente citadas, possam conservar a virgindade caso estes não pratiquem o ato reprodutivo do coito. Já os casais gays podem utilizar o ato de frotting ou o sexo oral (felação) como forma de manterem-se virgens, sendo que a perda é definida com a relação peniana-anal com penetração, sendo que a maioria dos homens define o frotting e o sexo oral como suas principais formas de realizarem a relação sexual. As lésbicas definem a perda da virgindade com o sexo oral (cunilíngua) ou com a dedilhada (termo utilizado para a masturbação feminina), sendo que o tribadismo também pode ser considerado como uma forma primária da realização da relação sexual.
Estudos em relação à definição de relação sexual provocam conflitos e divergências entre os resultados apresentados. Um estudo de 1999 feito pelo Instituto Kinsey examinou a definição de sexo com base em uma amostra aleatória de 1991 feita com 599 estudantes universitários de 29 estados norte-americanos, a qual relatou que "todos os estudantes consideraram que a relação peniana-vaginal configurava o sexo, enquanto que 19–20% não considerava isto para o sexo anal, e cerca de 60% afirmou que o contato oral-genital (felação e cunilíngua) não constituía sexo". Da mesma forma, um estudo publicado em 2003 na Revista Canadense de Sexualidade Humana focou nas definições do termo sexo e realizou uma pesquisa com estudantes universitários dos Estados Unidos, Reino Unido e Austrália. Como conclusão, apresentou que "enquanto a grande maioria dos que responderam (cerca de 97%) nos três estudos incluíram a relação peniana-vaginal na definição de sexo, uma quantidade um pouco menor (cerca de 70%) considerou a relação peniana-anal como forma de prática" e que "os comportamentos oral-genital foram considerados sexo por 32% a 58% dos entrevistados". O Centro de Controle e Prevenção de Doenças (CDC) afirmou em 2009 que "[e]mbora não existam registros de pesquisas nacionais sobre a prática de sexo oral por parte de adolescentes, alguns dados sugerem que muitos deles praticam o ato por não o considerarem como "sexo", permanecendo assim, em suas mentes, com a consciência limpa".
A especificidade de questões referentes à atividade sexual pode afetar também as definições de relações sexuais ou outros comportamentos sexuais. Outro estudo do Instituto Kinsey coletou amostras de 484 pessoas, com idade entre 18 e 96 anos. O estudo concluiu que "cerca de 95% dos participantes concordaram que a relação peniana-vaginal configurava sexo". No entanto, os números se alteravam quando as questões se tornavam mais específicas: 11% das pessoas que haviam respondido sim na pergunta anterior, afirmaram que o ato sexual só existe quando o homem chega ao orgasmo, caso contrário, isto não configura sexo; "cerca de oitenta por cento dos que responderam afirmaram que a relação peniana-anal configura o sexo; já cerca de 70% acredita que o sexo oral configura uma relação sexual". O uso do preservativo também influencia na opinião dos homens; vários deles afirmam que o uso da proteção da camisinha faz com que o mesmo não se torne "sexo de verdade". Um estudo relatou que as gerações mais velhas do sexo masculino, que apresentam mais de 65 anos, em particular, não veem como atividade sexual algo que utiliza uma proteção de um preservativo. Esta mesma opinião é compartilhada entre os homens da África, onde o sexo com preservativo é conhecido como emasculação, onde não acontece o contato direto do pênis com a genitália.

### Vínculos e variações de estímulo
A cópula, por muitas vezes, torna-se além de uma atividade reprodutiva, uma forma de constituir um vínculo emocional. Por exemplo, o ato da relação sexual e as atividades sexuais em geral desempenham um forte papel no vínculo humano. Em muitas sociedades, é normal os casais realizarem a relação sexual utilizando o método contraceptivo — controle de natalidade — onde ambos mantém o prazer e fortalecem os seus respectivos vínculos emocionais ao mesmo tempo que evitam deliberadamente a gravidez. Nos humanos e nos bonobos, a fêmea se sujeita a uma ovulação oculta, sendo que os parceiros do outro sexo acabam não sabendo o momento em que ela está fértil ou não, onde ela se torna sexualmente ativa em qualquer outro período. Uma possível razão para esta característica biológica distinta pode ser a formação de fortes vínculos emocionais entre os parceiros sexuais, as quais são fundamentais para as interações sociais, e no caso dos seres humanos, um contato prévio e uma relação de longa data antes de uma reprodução sexual imediata. Para os humanos, em particular, o comportamento cooperativo em uma comunidade e, consequentemente, a atividade sexual, podem reforçar os laços sociais entre os indivíduos e formar estruturas sociais maiores. A cooperação resultante incentiva as tarefas coletivas, que promovem a sobrevivência de cada membro do grupo.

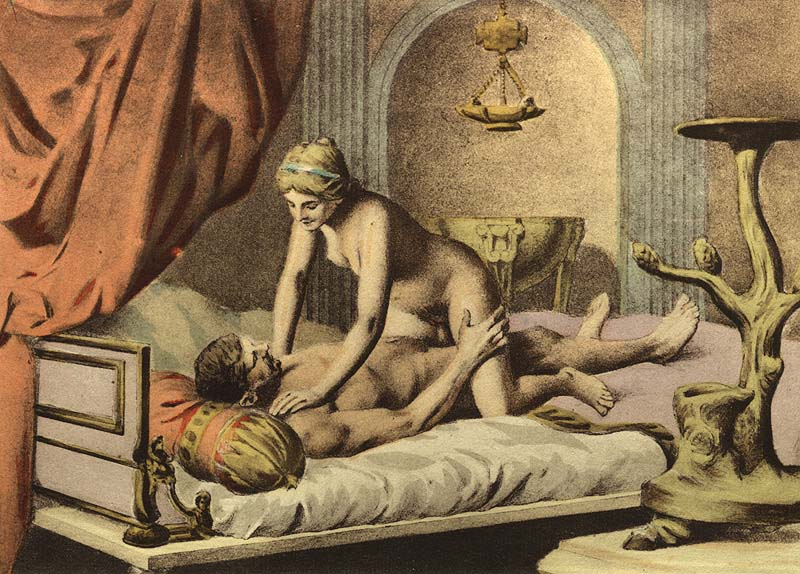
Representação de Édouard-Henri Avril da posição mulher por cima, que é frequentemente utilizada para a estimulação do clitóris

A relação sexual propriamente dita bem como as outras formas de atividades sexuais podem abranger vários fatores de estimulação sexual (estímulos fisiológicos ou psicológicos), incluindo diferentes posições sexuais e o uso de brinquedos sexuais, por exemplo. As preliminares podem anteceder as atividade sexuais, com o principal propósito de excitação dos parceiros, que irão resultar na ereção do pênis e na lubrificação natural da vagina. Também é comum que algumas pessoas considerem estar sexualmente satisfeitas apenas sendo beijadas ou tocadas eroticamente, sem a necessidade da relação sexual para alcançar o prazer. Durante o coito, os parceiros movem os seus quadris de forma que o pênis faz o movimento para frente e para trás dentro da vagina para causar atrito, onde normalmente não se remove o órgão sexual por inteiro. Desta forma, estimula-se um ao outro, atividade que é continuada geralmente até que um ou ambos dos envolvidos atinja ao orgasmo.
Para as mulheres, a estimulação do clitóris desempenha um papel significativo na atividade sexual; estudos apontam que cerca de 70% a 80% delas necessitam de uma estimulação clitoriana direta para que consigam chegar ao orgasmo. No entanto, em alguns casos, a estimulação clitoriana indireta — que é praticada, por exemplo, através da relação sexual vaginal — pode ser suficiente para alcançá-lo. Por causa disto, vários casais utilizam de posições sexuais onde a mulher fica por cima do homem (imagem ao lado); ou também da técnica de alinhamento coital, uma variação da posição "missionário", que utiliza de movimentos de pressão e contrapressão realizadas por ambos os parceiros sexuais, onde se percebe uma estimulação máxima do clitóris.
O sexo anal envolve a estimulação do ânus, da cavidade anal, da válvula do esfíncter, e do reto, sendo que na maioria das vezes o termo é utilizado para se referir à introdução do pênis de um homem em seu parceiro, seja este homem ou mulher, mas também pode se referir a prática do pegging, posição sexual onde a mulher utiliza um brinquedo conhecido como cinta peniana, que é amarrado ao seu quadril e introduzido ao ânus do homem; além disto, o termo sexo anal abrange o uso de todos os outros brinquedos sexuais, de dedos para penetrar o ânus, ou do anilíngua. O sexo oral consiste em todas as atividades sexuais que envolvem o uso da boca e da garganta para a estimulação dos órgãos sexuais e do ânus. Por vezes, ele é praticado separado das demais formas de sexo, sendo que é facultativa a ingestão e absorção do esperma e dos fluidos vaginais. A masturbação masculina, conhecida na língua portuguesa pelo termo punheta, e a dedilhada, conhecida em português pelo termo siririca, se baseiam na estimulação do órgão sexual, de maneira independente ou com a ajuda do parceiro com a finalidade de aumentar a excitação ou até a atingir ao orgasmo. Enquanto a masturbação masculina se baseia apenas no pênis, a feminina envolve a manipulação manual do clitóris, do restante da vulva, da vagina ou do ânus, conforme vontade de quem o pratica.

### Reprodução
A origem da relação sexual é datada de cerca de 385 milhões de anos, onde os estudiosos afirmam que o mais velho peixe Gnatostomados existente na Terra foi o primeiro animal a se reproduzir por cópula. A reprodução entre os seres humanos geralmente ocorre com a penetração do pênis na vagina. O orgasmo masculino inclui a ejaculação, uma série de contrações musculares que depositam esperma na vagina, que contém vários gametas masculinos, que são chamados de espermatozoides. Após isto, frequentemente os espermatozoides depositados seguem o caminho através do colo do útero e do útero, até finalmente chegarem nas trompas de Falópio. Milhões de espermatozoides estão presentes em cada ejaculação, para que aumentem as chances de um deles fertilizar com sucesso um óvulo; agora, quando um óvulo fértil da mulher está presente nas trompas de Falópio, o gameta masculino se junta com ele, resultando na fertilização e na formação de um novo embrião. Na sequência, o óvulo fertilizado atinge o útero e é implantado no revestimento do útero conhecido como endométrio, e então uma nova gravidez se inicia. Ao contrário da maioria das espécies, a atividade sexual humana não está ligada à períodos de cio e pode ser realizada a qualquer momento durante o ciclo reprodutivo, mesmo durante a gravidez.
Quando um doador de esperma tem relações sexuais com uma mulher que não é a sua parceira e com o único propósito de engravidar a mulher, este ato pode ser conhecido como inseminação natural, ao contrário da inseminação artificial. A inseminação artificial é uma forma de reprodução medicamente assistida, que são métodos utilizados para conseguir a gravidez por meios artificiais ou parcialmente artificiais. Para a inseminação artificial, os doadores de esperma podem doar seu esperma através de um banco de esperma, e a inseminação é realizada com a expressa intenção de tentar engravidar a fêmea; nessa medida, o seu objetivo é o equivalente médico ao da relação sexual.
Os métodos reprodutivos também se estendem aos gays e as lésbicas. Para os casais homossexuais masculinos, há a opção da contratação de barrigas de aluguel; já para os femininos, além desta chance, os casais também podem fazer inseminações artificiais. A barriga de aluguel, ou maternidade de substituição, compreende uma mulher que carrega e entrega uma criança para um outro casal ou uma outra pessoa. A mulher pode ser mãe genética da criança (barriga de aluguel tradicional) ou ela pode ter uma gravidez após os óvulos de outra mulher serem transferidos para o seu útero (barriga de aluguel gestacional). Para os casais de gays e lésbicas que não desejam ter nenhuma ligação genética com a criança, podem escolher entre a barriga de aluguel gestacional ou estabelecer um contrato com uma doadora de óvulos. Ao contrário destes, os casais gays que, por ventura, desejam ambos contribuir com o sêmen para a formação genética da criança, podem realizar a fertilização in vitro (FIV), a qual assegura o direito de ambos serem reconhecidos como verdadeiros pais da criança. Já os casais de lésbicas geralmente estabelecem contratos que extinguem os direitos legais do doador de esperma, o qual se desliga completamente de ser biologicamente relacionado com a criança.

### Sexo seguro e métodos contraceptivos

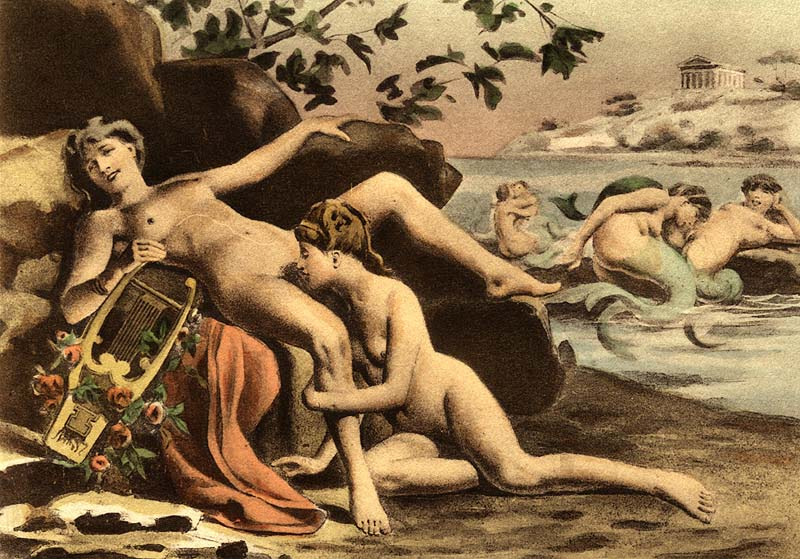
Representação de Édouard-Henri Avril do ato da cunilíngua, uma prática sexual não penetrativa, utilizada como método contraceptivo

Há uma variedade de métodos de sexo seguro que são praticados pelos casais heterossexuais e homossexuais, incluindo atos de sexo não penetrativo, como por exemplo, o fatos dos casais de sexos diferentes utilizarem tanto o sexo anal quanto o sexo oral, ou ambos, como uma forma de controle de natalidade (contracepção). No entanto, a gravidade ainda pode ocorrer mesmo com a realização do sexo anal ou outras formas de atividades sexuais, caso o pênis fique próximo da vagina (como durante o sexo intercrural ou a fricção das duas genitálias) e o esperma fique depositado perto da entrada da vagina e seja transportado ao longo dos fluidos lubrificantes da mesma. O risco de gravidez também pode existir mesmo sem o pênis estar perto da vagina, pois o esperma pode ser transportado para a abertura vaginal pela própria vagina, entrando em contato com os dedos ou outras partes do corpo, sem serem as genitálias, que tenham entrado em contato com o sêmen.
O sexo seguro é uma filosofia relevante da redução de danos, sendo os preservativos (também chamados de camisinhas ou condons) os principais métodos para realizar-se o sexo seguro e contraceptivo. Além disto, eles atuam como uma importante forma de prevenção de doenças sexualmente transmissíveis (DSTs), como a síndrome da imunodeficiência adquirida (AIDS) e a sífilis. De acordo com reportagens publicadas pela Organização Mundial da Saúde (OMS) e pelos Institutos Nacionais da Saúde (INS), o uso correto e consistente do látex das camisinhas reduzem o risco do usuário contrair o vírus HIV em aproximadamente 85–99% em relação ao risco de quando se está desprotegido. A principal forma de evitar a contrair doenças sexualmente transmissíveis é o ato de se abster de atividades sexuais, especialmente relações vaginal, anal e oral.
Várias decisões e opções a cerca do controle de natalidade podem ser afetadas por diversos aspectos culturais, entre eles, a religião, o folclore e os papéis sociais de gênero. Em países onde a religião católica é majoritariamente predominante, como a Irlanda, a Itália e as Filipinas, a monitorização da fertilidade e os métodos rítmicos são enfatizados, enquanto os outros métodos contraceptivos são desaprovados e cada vez menos utilizados. Em todo o mundo, o método de controle de natalidade mais utilizado é a esterilização, e o dispositivo intrauterino (DIU) a mais comum e eficiente forma de reverter a contracepção. A concepção e a contracepção são, adicionalmente, uma situação de vida e morte nos países em desenvolvimento, onde uma a cada três mulheres dão à luz antes dos 20 anos; no entanto, 90% dos abortos inseguros nestes países poderiam ser evitados pelo uso de um método contraceptivo eficaz.
Em 2004, o Instituto Guttmacher divulgou uma pesquisa realizada em 2002, a qual demonstrava que 62% dos 62 milhões de mulheres com idades entre 15-44 anos estavam a utilizar um dos métodos contraceptivos, sendo que entre as mulheres que praticam a contracepção, a pílula anticoncepcional é a escolha mais popular (30,6%), seguida pela laqueadura tubária (27,0%) e pelo preservativo masculino (18,0%); além disso, 27% das meninas adolescentes que usam contraceptivos escolheram os preservativos como o método primário. Um relatório da Kaiser Family Foundation, feito em 2006, indicou que entre os jovens norte-americanos sexualmente ativos entre os 15 e 19 anos, 83% das mulheres e 91% dos homens relataram o uso de pelo menos um método de controle de natalidade na última relação sexual. Já o Instituto Nacional de Saúde e Comportamento Sexual (NSSHB) afirmou em 2010 que "1 entre cada 4 relações sexuais nos Estados Unidos eram feitas com o uso do preservativo, onde o número se eleva para 1 em cada 3 entre os solteiros", e que "o uso da camisinha é maior entre os americanos de raça negra e os hispano-americanos, em comparação aos brancos e os de outros grupos raciais", e finalizou que "os adultos avaliaram que, mesmo com o uso do preservativo durante a relação sexual, a atividade foi avaliada positivamente em termos de excitação, prazer e orgasmo, se comparada ao sexo sem proteção".

### Predomínio
Conforme dito anteriormente e exibido em diversos estudos, a relação peniana-vaginal é a mais comum e a mais praticada forma de relação sexual. Estas mesmas pesquisam indicam que a maioria dos casais heterossexuais se envolvem em relações peniana-vaginais "quase todas as vezes que eles praticam o ato do sexo". O Instituto Nacional de Comportamento e Saúde Sexual (NSSHB) afirmou em 2010 que a relação supracitada é "o comportamento sexual mais predominante entre homens e mulheres de todas as idades e etnias". Já em 2013, Clint E. Breuss et al. constatou que o coito vaginal "é o comportamento mais frequentemente estudado" e, além disso, em muitas culturas, se estabelece um sinônimo deste termo para quando as pessoas se referem a "praticar sexo" ("transar") ou a "relação sexual", sendo "muitas vezes o foco da programação de educação sexual para os jovens."
No que tange ao sexo oral e ao sexo anal, a CDC afirmou em 2009 que "estudos indicam que o sexo oral geralmente é mais praticado em comparação ao sexo anal, tanto entre casais sexualmente ativos de gêneros idênticos (homo) ou diferentes (hetero), das mais variadas idades, incluindo os adolescentes". O estudo da NSSHB de 2010, citado acima, informou que a relação peniana-vaginal foi mais praticada entre os homens do que o sexo anal, mas que cerca de 13% a 15% dos homens com idades entre 25 a 49 anos praticam apenas o sexo anal ativo. A reciprocidade dos homens no que se refere ao sexo anal foi considerada baixa, pois cerca de 7% dos homens com idade entre 14 e 94 anos de idade afirmaram que eles atuavam como passivos na relação sexual anal. O mesmo estudo conclui afirmando que as mulheres praticam o sexo anal com menor frequência do que os homens, mas que a prática não é incomum entre o sexo feminino; estima-se que entre 10% a 14% das mulheres com idades de 18 a 39 anos tenham praticado o ato nos últimos 90 dias; além disso, a maioria das entrevistadas disseram que fazem o ato no mínimo uma vez por mês ou algumas vezes por ano.
A predominância do sexo vaginal tem sido comparada culturalmente ao longo dos anos. Em 2003, Michel Bozon, membro do Instituto Nacional Francês para Estudos Demográficos conduziu um estudo multicultural intitulado "Com que idade os homens e as mulheres têm a sua primeira relação sexual?". No primeiro grupo de culturas contemporâneas que foram estudadas, dentre as quais se incluiu as da África Subsaariana (como Mali, Etiópia e Senegal), o resultado apontou que a idade da iniciação sexual nos homens nessas sociedades ocorre em idades posteriores do que a das mulheres, mas muitas vezes ela é extra-conjugal; além disso, o estudo considerou o subcontinente indiano também pertencente a este grupo, embora os dados utilizados destes países foram apenas os do Nepal. No segundo grupo, os resultados indicaram que as famílias encorajam as suas filhas de se absterem da relação sexual até o momento do casamento. No entanto, em outra perspectiva, os filhos recebem apoio paterno de ganharem experiência com mulheres mais velhas ou prostitutas antes de se casarem. A idade de iniciação sexual nessas sociedades é mais baixa dos homens do que a das mulheres; este grupo inclui culturas latinas, tanto do sul da Europa (como Portugal, Grécia e Romênia) e da América Latina (como Brasil, Chile e República Dominicana). O estudo considerou muitas sociedades asiáticas também pertencentes a este grupo, embora os dados utilizados destes países foram apenas os da Tailândia. No terceiro e último grupo, a idade da iniciação sexual de homens e mulheres esteve mais alinhado do que nos dois anteriores; no entanto, ele pode ser dividido em dois subgrupos. Em países sem origem latina e com predominância da Igreja Católica (como Polônia e Lituânia), a idade de início é alta, onde é sugerido o casamento tardio e a manutenção dos valores de virgindade tanto do homem como da mulher. Estes mesmos exemplos de conservação pura puderam ser observados em Singapura e no Sri Lanka; já em países do norte e do leste europeu, a idade da iniciação sexual foi mais baixa, onde ambos os indivíduos se envolvem na relação sexual antes da formação do casal, como ocorre, por exemplo, na Alemanha, Suíça e República Checa.
Em relação aos dados publicados nos Estados Unidos, pesquisas nacionais indicaram em 1995 que pelo menos 75% dos homens e das mulheres norte-americanos haviam se envolvido em relações sexuais no final de suas adolescências, sendo que mais de 2/3 deles tiveram mais de dois parceiros durante esta fase. Baseado na Pesquisa Nacional de Crescimento Familiar de 2002, divulgada e publicada pelo Departamento de Saúde e Serviços Humanos dos Estados Unidos, a média de idade da primeira relação sexual entre os participantes da enquete foi de 17,0 para os homens e 17,3 para as mulheres. Tabulações especiais do Centro Nacional para Estatísticas da Saúde mostrou que os dados se alteraram, conforme pesquisa feita entre 2006 e 2010, onde a idade se manteve em 17,1 para ambos os sexos. O Centros de Controle e Prevenção de Doenças (CDC), em 2002, mostrou que 45,5% das meninas e 45,7% dos meninos já havia praticado uma relação sexual aos 19 anos; nove anos depois, com base em uma pesquisa também feita entre 2006 e 2010, foi constatado que 43% das meninas norte-americanas solteiras e 45% dos meninos em similares condições já haviam praticado por uma vez o coito. O CDC conclui afirmando que as meninas preferem perder a sua virgindade com meninos de 1 a 3 anos mais velhos que elas.
O Departamento de Saúde e Serviços Humanos dos EUA noticiou em 2002 que os adolescentes estão optando por atrasar a idade com que vão realizar sua primeira experiência sexual. Em uma comparação feita entre aquele ano e o ano de 1988, observou-se um considerável decréscimo na idade de início da atividade sexual, entre os adolescentes de 15 a 19 anos: entre as meninas, o número que era de 51% caiu para 46%; para os meninos, também atingiu este pico, mas despencou dos 60%. O mesmo fato pôde ser observado no Reino Unido, em uma pesquisa do jornal The Observer, o qual indica que os adolescentes britânicos estão aumentando o seu tempo de espera para perderem a virgindade. Por exemplo, um estudo divulgado em 2002 demonstrou que 32% destes havia praticado o ato sexual antes dos dezesseis anos; quatro anos depois, este número caiu para 20%. A idade média da iniciação sexual do jovem britânico era de 17,13 em 2002, tendo aumentado na outra pesquisa, para 17,44 no sexo feminino e 18,06 no masculino. Finalizando, uma pesquisa de 2008 publicada pelo canal de televisão Channel 4 confirmou que cerca de 40% dos adolescentes entre quatorze e dezessete anos era sexualmente ativo; que 74% destes já havia tido uma atividade sexual em sua vida; e que 6% desejavam esperar até ao matrimônio para perder a virgindade.

## Efeitos na saúde

### Benefícios
Nos seres humanos, tanto a relação sexual bem como qualquer outro tipo de atividade sexual tem sido relatadas como fortalecedoras da saúde, onde podemos elencar entre os seus benefícios o aumento da imunidade, causada pelo aumento da produção de anticorpos, a subsequente pressão arterial mais baixa, e a redução do risco de câncer de próstata. A intimidade sexual e os orgasmos aumentam os níveis do hormônio conhecido como ocitocina, também referido como "o hormônio do amor", o qual influencia no vínculo afetivo das pessoas e pode aumentar a confiança (ver seção "Efeitos sociais").
Um estudo de grande dimensão feito com 3500 pessoas entre os 30 e os 101 anos de idade, realizado pelo neurofisiologista David Weeks, concluiu que "o sexo ajuda na aparência de quem o pratica, pois a pessoa aparenta estar entre quatro e sete anos mais jovem", com base em avaliações imparciais de fotografias dos sujeitos. Embora nenhum estudo provou uma relação concreta entre sexo e longevidade, Weeks teorizou que os benefícios indicados por este estudo são indiretamente relacionados com o sexo, pois são um resultado de que o sexo pode contribuir na redução do estresse, em um maior contentamento, e na melhora da qualidade de sono que o sexo pode promover.

### Riscos gerais
As doenças sexualmente transmissíveis (DSTs) estão presentes na forma de bactérias, vírus e parasitas, que são passadas de pessoa para pessoa durante o contato ocorrido nas relações sexuais, especialmente na penetração. Algumas destas, em particular a AIDS e a sífilis, também podem ser passadas de outras formas, incluindo de mãe para filho durante a gravidez e o parto, através de produtos derivados do sangue e por agulhas hipodérmicas compartilhadas. Já doenças como as infecções gonocócicas e a clamídia muitas vezes não apresentam sintomas, sendo que a infecção por clamídia não tratada pode levar à infertilidade feminina e à gravidez ectópica; e as infecções gonocócicas não tratadas resultam em abortos espontâneos, nascimentos prematuros e mortes perinatais. Os bebês nascidos de mães das duas doenças supracitadas que não foram tratadas podem desenvolver conjuntivite neonatal (uma infecção ocular grave), que pode levar à cegueira. Entre outras DSTs conhecidas, estão o papilomavírus humano, que pode levar a cânceres genitais e cervicais, e a sífilis, que pode resultar em mortes fetais e neonatais. A hepatite B também pode ser transmitida através do contato sexual; estimativas afirmam que em todo o mundo, existem cerca de 350 milhões de portadores crônicos de hepatite B.
Há 19 milhões de novos casos de infecções sexualmente transmissíveis a cada ano nos Estados Unidos, sendo que em 2005 a Organização Mundial da Saúde (OMS) estimou que 448 milhões de pessoas com idade entre 15 a 49 anos estavam sendo infectadas por ano com DSTs curáveis (como sífilis, gonorreia e clamídia). Algumas DSTs podem causar uma úlcera genital; mesmo se não a produzirem, elas aumentam o risco tanto de aquisição e transmissão do vírus HIV em até dez vezes. O HIV é uma das principais causas de morte infecciosas no mundo; até 2010, cerca de 30 milhões de pessoas acabaram morrendo em decorrência das consequências do vírus, desde o início da epidemia. Das 2,7 milhões de novas infecções relacionadas com o HIV ocorridas em todo o mundo no ano de 2010, aproximadamente 1,9 milhão (70%) se concentravam na África. A estimativa é de que 1,2 milhão de africanos morreram de doenças relacionadas com o HIV em 2010, número que compõe 69% do total global de 1,8 milhão de mortes atribuídas à epidemia. Ela é diagnosticada por exames de sangue, e enquanto a cura não foi encontrada, ela pode ser controlada através do uso de medicamentos antirretrovirais para a doença, onde os pacientes podem desfrutar de uma vida saudável e produtiva. Nos casos em que há a suspeita de infecção, a intervenção médica precoce é altamente benéfica, em todos os casos. O CDC afirmou que "[o] risco de transmissão do HIV de um parceiro infectado através do sexo oral é muito menor do que o risco de transmissão do HIV através do sexo anal ou vaginal", mas que "[a m]edição do risco exato da transmissão do HIV como proveniente do sexo oral é muito difícil", visto que "os indivíduos sexualmente ativos, em sua maioria, também praticam sexo oral, além de outras formas de sexo, como o vaginal e/ou anal, e quando ocorre a transmissão, é difícil determinar se ela ocorreu ou não como resultado de sexo oral ou de outras atividades sexuais mais arriscadas". Eles acrescentaram que "vários cofatores podem aumentar o risco de transmissão do HIV através do sexo oral"; isso inclui úlceras, sangramento nas gengivas, úlceras genitais, e presença de outras DSTs.
Em 2005, a Organização Mundial da Saúde (OMS) estimou que 123 milhões de mulheres engravidam em todo o mundo a cada ano, e cerca de 87 milhões dessas gravidezes ou 70,7% não são intencionais, adicionando que cerca de 46 milhões de gravidezes por ano são interrompidas em um aborto induzido. No entanto, um número muito elevado de mulheres engravidam e acabam por abortar, mesmo sem perceber, pois confundem o aborto com uma menstruação excepcionalmente forte. A taxa de gravidez na adolescência nos Estados Unidos caiu em 27 por cento entre 1990 e 2000 — dados que incluem a nascimentos, abortos e perdas fetais, onde o número que era de 116,3 a cada 1 000 meninas com idades entre 15 e 19 despencou para 84,5. Quase um milhão de mulheres adolescentes norte-americanos, engravidam a cada ano, sendo que cerca de 10% estão na adolescência; a Grã-Bretanha tem mostrado ter uma taxa de gravidez na adolescência semelhante a dos Estados Unidos.
A atividade sexual pode causar diretamente a morte, principalmente devido a complicações relacionadas a circulação coronária, a qual às vezes é chamada de morte coital, morte súbita coital ou coital coronária. No entanto, as mortes coitais são significativamente raras e acontecem com frequência muito pequena. As pessoas, especialmente aqueles que executam pouco ou nenhum exercício físico, têm um risco ligeiramente maior de desencadear um ataque cardíaco ou uma morte súbita quando se envolvem em relações sexuais ou em quaisquer exercícios físicos vigorosos que não tenham o costume de praticar. Em um estudo realizado no departamento de emergência para as condições relacionadas com a relação sexual da Suíça, menos de 1% tiveram as emergências cardiovasculares, 10% possuíam algum tipo de trauma e 12% tiveram emergências neurológicas, sendo que as mais frequentes foram as dores de cabeça (em 49% das emergências neurológicas), seguido de hemorragia subaracnóidea (22%) e de amnésia global transitória (20%). A atividade sexual aumenta a expressão de um fator de transcrição de genes chamado ΔFosB (Delta FosB) no centro de recompensa do cérebro; o acoplamento consequentemente excessivo, frequente na atividade sexual numa base regular (diariamente), pode conduzir à sobre-expressão de ΔFosB, induzindo um vício de atividade sexual.

### Duração e dificuldades no ato
A relação sexual, quando envolve um participante do sexo masculino, geralmente encerra quando este ejacula, independendo se a parceira sexual atingiu ao orgasmo. Além disso, a ejaculação precoce é um problema comum entre os homens, visto que as mulheres dependem de um tempo substancialmente maior de estimulação com o seu parceiro para poderem atingir ao orgasmo, se comparadas aos do sexo oposto. Os pesquisadores William Masters e Virginia E. Johnson descobriram que os homens demoram aproximadamente 4 minutos para atingir ao orgasmo durante uma relação peniana-vaginal; já as mulheres levam aproximadamente de 10 a 20 minutos para chegarem ao orgasmo com seus parceiros, mas este tempo pode ser reduzido a 4 minutos quando ocorre a masturbação. Pesquisas universitárias afirmam que "muitos casais estão presos à ideia de que o orgasmo deve ser alcançado apenas através da relação peniana-vaginal", que "a palavra preliminares sugere qualquer outra forma de estimulação sexual como uma forma apenas preparação para o 'evento principal'", e que "[c]omo as mulheres atingem o orgasmo com menos consistência do que os homens", elas são mais propensas do que os homens a fingir um orgasmo para agradar seus parceiros sexuais.
Em 1991, os pesquisadores do Instituto Kinsey declararam: "A verdade é que o tempo entre a penetração e a ejaculação varia não só de homem para homem, mas de um momento para o outro, levando em consideração o mesmo homem." Eles acrescentaram que a duração adequada para a relação sexual é o tempo que leva para ambos os parceiros serem mutuamente satisfeitos, enfatizando que Kinsey "descobriu que 75 por cento dos homens ejaculavam dentro de dois minutos de penetração. No entanto, ele não perguntou se os homens ou os seus parceiros consideravam dois minutos mutuamente satisfatórios e "relatórios de investigação mais recentes afirmam que o tempo de duração para a relação sexual média aumentou consideravelmente". Uma pesquisa de 2008 feita com terapeutas sexuais canadenses e norte-americanos afirmaram que o tempo médio para a relação sexual heterossexual (coito) foi de 7 minutos, e que 1 a 2 minutos era considerada muito rápida, de 3 a 7 minutos considerada adequada e de 7 a 13 minutos desejável, enquanto que de 10 a 30 minutos considerada demasiada longa e cansativa.

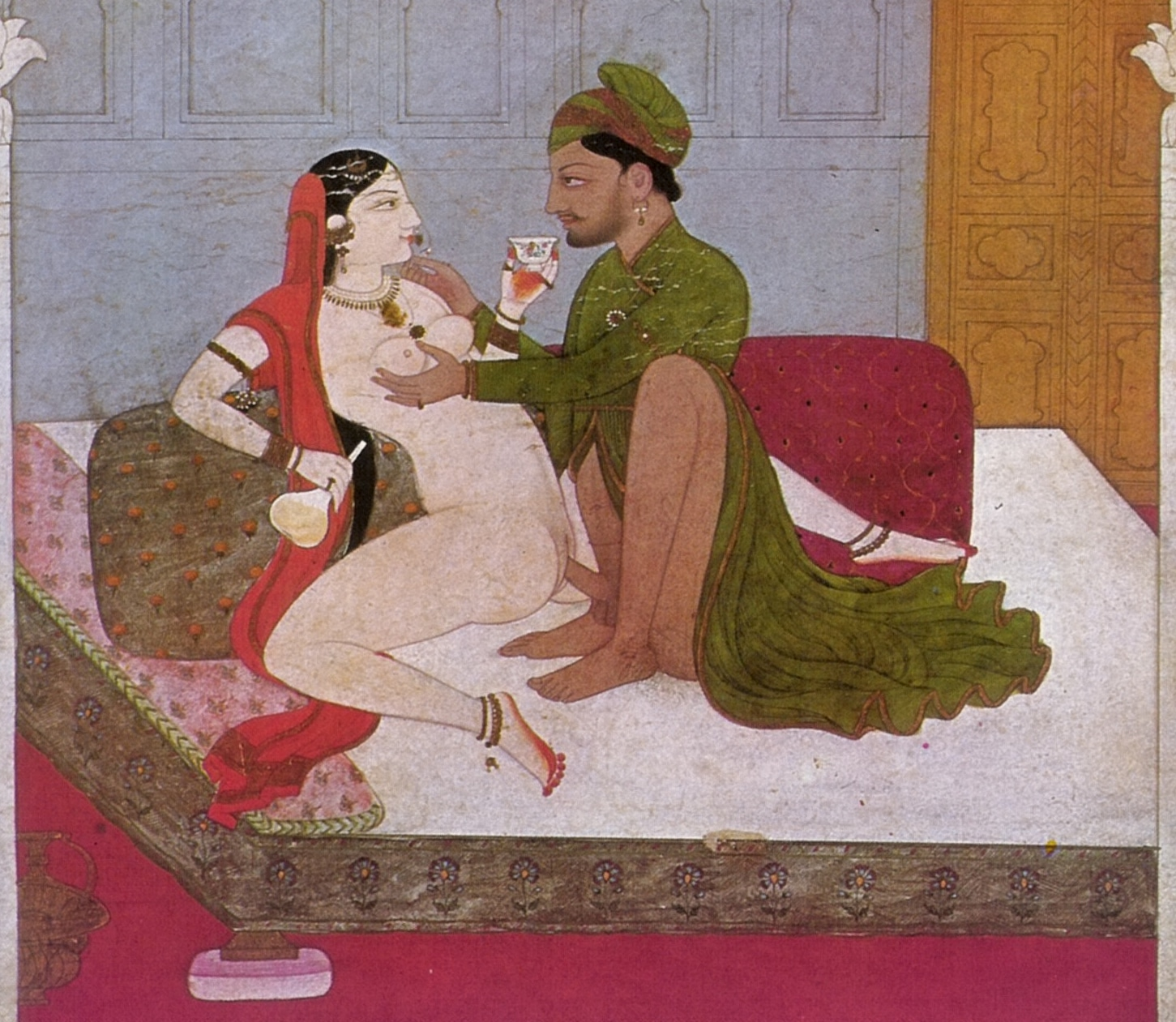
Pintura de um casal indiano (um príncipe e uma dama) praticando uma relação sexual de longa duração (com preliminares)

A anorgasmia é uma dificuldade comum de atingir ao orgasmo mesmo após uma estimulação sexual profunda, causando sofrimento pessoal. Isto acontece com uma frequência bem maior em mulheres do que em homens, e vem sendo atribuída à falta de informações sobre a educação sexual em relação ao corpo feminino, especialmente em culturas antissexuais, onde ocorre o desconhecimento do fato da estimulação do clitóris ser fundamental para as mulheres alcançarem ao orgasmo. A estrutura física do coito favorece maior estimulação peniana em comparação à vaginal; a localização do clitóris necessita que a estimulação seja feita de maneira manual ou oral, para que assim a mulher atinja ao orgasmo. Aproximadamente 20% das mulheres relataram problemas com o orgasmo, e 10% afirmaram que nunca alcançaram um durante a vida, e cerca de 40% a 50% se mostraram sexualmente insatisfeitas, onde afirmaram que sofreram dificuldades em experiências para conseguirem se excitar.
O vaginismo se caracteriza pela tensão involuntária da musculatura do assoalho pélvico, o qual torna o coito, ou qualquer outra forma de penetração da vagina, angustiante, dolorosa e às vezes impossível para as mulheres. É um reflexo condicionado do músculo pubococcígeo, também referido como músculo PC. O vaginismo pode ser um círculo vicioso para as mulheres; elas esperam sentir dor durante a relação sexual, o que faz com que, em seguida, ocorra um espasmo muscular, o que leva a relações sexuais dolorosas. O tratamento do vaginismo muitas vezes inclui tanto técnicas psicológicas como comportamentais, incluindo o uso de dilatadores vaginais. Além disso, o uso do Botox como um tratamento médico para o vaginismo foi testado e está em fase de testes. A relação sexual dolorosa ou desconfortável também podem ser categorizada como dispareunia.
Aproximadamente 40% dos homens supostamente sofrem de algum tipo de disfunção erétil (DE) ou impotência, pelo menos ocasionalmente. A ejaculação precoce tem sido relatada a ser mais comum do que a disfunção erétil, embora algumas estimativas publicadas sugerem o contrário. Devido a várias definições do transtorno, as estimativas para a prevalência de ejaculação precoce podem variar mais significativamente do que para a disfunção erétil. Por exemplo, a Mayo Clinic afirma que "As estimativas variam muito, mas pode-se considerar como fato que 1 a cada 3 homens foram afetados [por ejaculação precoce] em algum momento." Além disso, "Masters e Johnson especularam que a ejaculação precoce é a disfunção sexual mais comum, embora mais homens procuram tratamento para dificuldades de ereção", e que isto ocorre porque "apesar de cerca de 15 por cento a 20 por cento dos homens terem dificuldade em controlar a ejaculação precoce, a maioria não considera isto um problema que requer ajuda, visto que muitas mulheres têm dificuldades em expressar suas necessidades sexuais". A Associação Urológica Americana (AUA) estima que a ejaculação precoce pode afetar 21 por cento dos homens nos Estados Unidos.
Para os homens cuja impotência é causada devido à condições médicas, medicamentos podem ser utilizados para tratar este problema, dentre os quais se destacam o Viagra, o Cialis e o Levitra. No entanto, os médicos alertam contra o uso desnecessário desses medicamentos, porque eles estão acompanhados de riscos graves, tais como o aumento da possibilidade de ataque cardíaco. O Inibidor seletivo de recaptação de serotonina (ISRS) e o antidepressivo Dapoxetina têm sido usados para tratar a ejaculação precoce. Em ensaios clínicos, pode-se observar que os homens com ejaculação precoce que utilizaram dapoxetina antes das suas relações sexuais demoraram de três a quatro vezes mais tempo antes de atingir ao orgasmo, em comparação a realização do ato sem a droga. Outra desordem relacionada à ejaculação é a ejaculação retardada, que pode ser causada como um efeito colateral indesejado de medicamentos antidepressivos, como o Fluvoxamina.
Além da dor, ocasionada principalmente em decorrência de câncer, a deficiência física pode dificultar a relação sexual, e em muitos casos, influenciam para que os obstáculos mais significativos da relação sexual para as pessoas com deficiência sejam psicológicos, onde estão relacionados com a deficiência. Em específico, as pessoas que têm uma deficiência podem observar a relação sexual como algo assustador devido a questões que envolvem o sua autoconceito de um ser sexual, bem como observar o desconforto do seu parceiro. Dificuldades temporárias podem surgir com o consumo excessivo do álcool, onde, apesar do álcool poder aumentar inicialmente o interesse através da desinibição, a capacidade de realizar uma relação sexual de longa duração diminuirá com um maior consumo; afetando no desempenho durante a prática.

### Efeitos sociais

#### Adultos
Alguns pesquisadores, como Alex Comfort, evidenciam três vantagens potenciais ou efeitos sociais da relação sexual nos seres humanos, que não são mutuamente exclusivas; estas são reprodutivas, relacionais e recreativas (como forma de lazer). Enquanto o desenvolvimento da pílula anticoncepcional e outras formas altamente eficazes de contracepção na metade do século XX aumentaram a capacidade das pessoas de segregar estas três funções, elas ainda se sobrepõem significativamente em padrões complexos. Por exemplo, um casal fértil pode ter relações sexuais usando de meios contraceptivos não só para experimentar o prazer sexual (recreativo), mas também como um meio de intimidade emocional (relacional), aprofundando assim a sua ligação, fazendo com que o seu relacionamento se torne mais estável e sirva como apoio quando tiver uma criança, no futuro (reprodutivo diferido). Este casal pode enfatizar diferentes aspectos da relação sexual em diferentes ocasiões, se divertindo durante um ato de relação sexual (recreacional), experimentando a conexão emocional mais profunda em outra ocasião (relacional), e mais tarde, após a interrupção da contracepção, procurando conseguir a gravidez (reprodutivo).
A insatisfação sexual devido à falta de relação sexual está associada ao aumento do risco de divórcio e de dissolução do relacionamento, especialmente para os homens. Algumas pesquisas, no entanto, indicam que a insatisfação geral com o casamento para os homens é resultado do fato de suas esposas flertarem, beijarem ou se envolver emocionalmente ou sexualmente com outro homem (infidelidade). Outros estudos relatam que a falta de relação sexual não resulta necessariamente em um divórcio, embora seja um dos vários contribuintes mais significativos para isso. De acordo com uma enquete feita em 2010 pela Pesquisa Nacional de Comportamento e Saúde Sexual (NSSHB), homens cuja relação sexual mais recente foi com um parceiro de relacionamento, namorada ou esposa, relataram maior excitação, maior prazer, menos problemas com a função erétil e com o orgasmo, além de afirmarem terem sentido menos dor durante o ato do que os homens cujo última relação sexual foi com um parceiro com quem não estavam em um relacionamento.
Para as mulheres, muitas vezes há uma reclamação sobre a falta de espontaneidade sexual de seus cônjuges. A diminuição da atividade sexual entre as mulheres pode ser o resultado de sua aparente incapacidade para manter a atratividade física ideal porque os problemas de saúde de seus parceiros sexuais têm dificultado a realização do ato. Algumas mulheres expressam que as suas experiências sexuais mais satisfatórias implicavam em estar ligada emocionalmente a alguém, e não apenas baseando-se na satisfação sobre o orgasmo. No que diz respeito ao divórcio, as mulheres são mais propensas ao divórcio se descobrem que seus cônjuges possuem amantes para sexo ocasional e também em problemas relacionados com alta quantidade de conflitos pessoais e pouca cooperação nos assuntos do casal.
Pesquisas recentes indicam adicionalmente que os casais não casados que estão morando juntos se envolvem em relações sexuais com mais frequência do que os casais casados, e são mais propensos a participarem de uma atividade sexual fora de suas relações sexuais; isto se deve ao efeito chamado "lua de mel" (o fato de experimentar coisas novas durante a relação sexual com o parceiro), uma vez que a relação sexual é geralmente praticada por uma duração de tempo menor quando um casal contrai o matrimônio, sendo que o número de vezes que o ato é praticado reduz para, em média, uma a duas vezes por semana ou seis a sete vezes por mês. A sexualidade na velhice também afeta a frequência das relações sexuais, onde as pessoas mais velhas geralmente se envolvem em relações sexuais com menos frequência do que as pessoas mais jovens.

#### Adolescentes
No que diz respeito à sexualidade adolescente, a relação sexual é geralmente praticada para manter relações íntimas, mas também por momentos de diversão e lazer. No entanto, a gravidez na adolescência é muitas vezes menosprezada, no entanto, pesquisas sugerem que o início mais precoce da puberdade para as crianças e adolescentes coloca uma pressão sobre estas para começarem a agir como adultos antes de estarem emocionalmente ou cognitivamente preparados. Alguns estudos concluíram que o envolvimento dos adolescentes com relações sexuais deixa, especialmente as meninas, com maiores níveis de estresse e depressão; e, segundamente, que elas podem ser mais propensas a se envolver em comportamentos sexuais de risco (como a relação sexual sem o uso de preservativo). Em alguns países, como os Estados Unidos, a educação sexual e o ensino da abstinência sexual estão disponíveis para educar os adolescentes sobre a atividade sexual; porém, estes programas são considerados controversos, visto que ocorre um debate quanto à possibilidade ou não do ensino sobre a relação sexual ou outras atividades sexuais, onde ocorre divergências por quem acredita que este ensino deve ser feito apenas pelos pais.
Um grupo de pesquisadores canadenses estabeleceram uma relação entre a autoestima e a atividade sexual. Eles descobriram que os alunos, especialmente as meninas, que foram abusados verbalmente por professores ou rejeitados pelos seus parceiros, eram mais prováveis do que outros estudantes a praticar sexo até o final do ensino fundamental. Os pesquisadores afirmam em sua tese que a baixa autoestima aumenta a probabilidade da atividade sexual: "a baixa autoestima parecia explicar a ligação entre a rejeição pelos pares. Além disso, o envolvimento precoce das meninas nas relações sexuais pode ser visto como uma forma de autoafirmação e construção de uma imagem pessoal, onde o sexo é utilizado como uma maneira de se tornar "popular"." Na Índia, há evidências de que os adolescentes estão se tornando mais sexualmente ativos fora do casamento, fato que é temido pois pode influenciar em um aumento na propagação do vírus HIV e da Síndrome da imunodeficiência adquirida (AIDS/SIDA) entre os adolescentes, bem como elevar o número de gravidezes indesejadas e abortos, e colocar em xeque valores sociais contemporâneos. Neste país, os adolescentes têm relativamente pouco acesso à cuidados nas áreas de saúde e educação, sendo que as normas culturais são extremamente contra o sexo extraconjugal, pois "estas implicações podem acabar adquirindo dimensões incalculáveis de problemas para a sociedade e da nação".
As opiniões positivas sobre a relação sexual e os outros tipos de atividades sexuais praticadas entre adolescentes também foram expressas. O psiquiatra Lynn Ponton escreveu: "Todos os adolescentes têm vidas sexuais, independentemente se eles são sexualmente ativos com os outros ou com eles próprios, mesmo que nem todos aparentam", e que ele enxerga a sexualidade adolescente como uma experiência potencialmente positiva, e não como algo inerentemente perigoso, pois pode ajudar aos jovens a desenvolver padrões mais saudáveis e fazer escolhas mais positivas em relação à atividade sexual. Da mesma forma, os pesquisadores afirmam que as relações amorosas a longo prazo permitem aos adolescentes adquirirem as habilidades necessárias para relacionamentos de alta qualidade no futuro e desenvolverem sentimentos de reciprocidade e dignos. Em geral, os relacionamentos românticos positivos entre os adolescentes podem resultar em benefícios a longo prazo. Relacionamentos românticos de alta qualidade estão associados a um maior compromisso na idade adulta, que influenciam positivamente nos quesitos de autoestima, autoconfiança e competência social.

## Pontos de vista éticos, religiosos e legais
Enquanto a relação sexual, como coito, é o modo natural de reprodução da espécie humana, os seres humanos têm orientações morais e éticas complexas que regulam a prática de relações sexuais e variam de acordo com as leis religiosas e governamentais. Alguns governos e religiões também têm designações rígidas de comportamento sexual considerado "adequado" ou "inadequado", os quais incluem restrições sobre os tipos de atos sexuais que são permitidos. Por exemplo, como podemos observar no decorrer desta seção, um ato sexual historicamente proibido ou regulamentado é o sexo anal.

### Consentimento e crimes sexuais

Retrato de um estupro, feito por Max Slevogt.

A relação sexual praticada com uma pessoa contra a vontade desta, ou sem o informe de seu consentimento legal, é considerado pela lei como um estupro, mas também pode ser chamado de agressão sexual; este ato é considerado um crime grave na maioria dos países. Segundo informa um estudo, mais de 90% das vítimas de estupro são do sexo feminino, 99% dos estupradores do sexo masculino, e apenas cerca de 5% dos estupradores são desconhecidos para as vítimas.
A maioria dos países desenvolvidos tem leis de idade de consentimento que especificam a idade mínima legal em que uma pessoa pode se envolver em relações sexuais com pessoas mais velhas, geralmente fixadas em cerca de 16 ou 18 anos, enquanto que a idade de consentimento varia entre 12 a 20 anos de idade, ou acaba sendo inexistente conforme as legislações de cada nação. O sexo com uma pessoa sob a idade de consentimento, independentemente do seu consentimento declarado, é muitas vezes considerado como agressão sexual ou um estupro dependendo das diferenças nas idades dos participantes. Alguns países consideram qualquer tipo de atividade sexual com uma pessoa com capacidade mental diminuída ou insuficiente para consentir com o ato, independentemente da idade, como um ato de estupro.
Pesquisadores afirmam que "[a]nteriormente à década de 1970, as definições de estupro e de agressão sexual geralmente incluíam apenas a relação sexual peniana-vaginal" e que, se "o sexo significa apenas a relação sexual peniana-vaginal, então o estupro considera apenas a relação sexual peniana-vaginal forçada, e que outros comportamentos sexuais — como acariciar os órgãos genitais de uma pessoa sem o seu consentimento, o sexo oral forçado e coerção entre pessoas do mesmo sexo — não são considerados como estupro"; além disso, eles opinam que "[e]mbora algumas outras formas de contato sexual forçado estão incluídos na categoria legal de sodomia (como por exemplo, a penetração anal e contato oral-genital), muitos contatos sexuais indesejadas não possuem nenhum embasamento legal como estupro em alguns estados". Enquanto Robert Francoeur et al. afirmam que há uma ampla "conceituação de sexo, incluindo muitos tipos de penetração sexual (por exemplo, relação peniana-vaginal, felação, cunilíngua, coito anal ou penetração dos genitais e reto por um objeto)" para a maioria das definições de estupro, o sexólogo Ken Plumber argumenta que "a definição legal de estupro na maioria dos países é a relação sexual ilícita, o que significa o ato onde o pênis penetra a vagina" e que "[o]utras formas de violência sexual contra as mulheres, tais como o sexo anal e oral forçados, ou a inserção de outros objetos na vagina, constituem o crime "menos grave" de agressão sexual ".
Outra questão relacionada com o consentimento sexual é a zoofilia, uma parafilia envolvendo a atividade sexual entre animais humanos e não humanos, ou uma fixação em tal prática. A atividade sexual humana com os animais não humanos não é proibido em alguns jurisdições, mas é ilegal em outras sob as leis de crueldade para com os animais ou as leis que tratam de crimes contra a natureza.

### Orientação sexual e gênero
Existem várias posições jurídicas relativas à definição e legalidade das relações sexuais entre pessoas do mesmo gênero ou sexo. Por exemplo, em 2003, um caso chamado Blanchflower v. Blanchflower ganhou a atenção da mídia após ser julgado no Supremo Tribunal de Nova Hampshire, onde foi decidido que as relações femininas e as práticas sexuais entre pessoas do mesmo sexo, em geral, não constituem a relação sexual, com base em uma definição de 1961 do Terceiro Novo Dicionário Internacional Webster, o qual define a relação sexual como o coito; e, sendo assim, uma mulher acusada num processo de divórcio não foi considerada culpada de adultério. Alguns países, como os países islâmicos, consideram o comportamento sexual do mesmo sexo um crime punível com pena de prisão ou execução.

### Casamento e relacionamentos
A relação sexual tem sido tradicionalmente considerada uma parte essencial de um casamento; muitos costumes religiosos necessitam de uma consumação através de relações sexuais, que no caso de fracasso, por qualquer razão, pode servir como justificativa para a anulação do casamento, sem a necessidade de um divórcio. A declaração de anulação demonstra que o casamento era nulo desde o início; por exemplo, não houve casamento em lei. Além disso, as relações sexuais praticadas entre os cônjuges são geralmente consideradas como um "direito civil" por muitas religiões, permitido aos casais, geralmente para fins de reprodução. Existe uma grande variação em relação a opiniões religiosas ou jurídicas sobre a relação sexual no casamento.

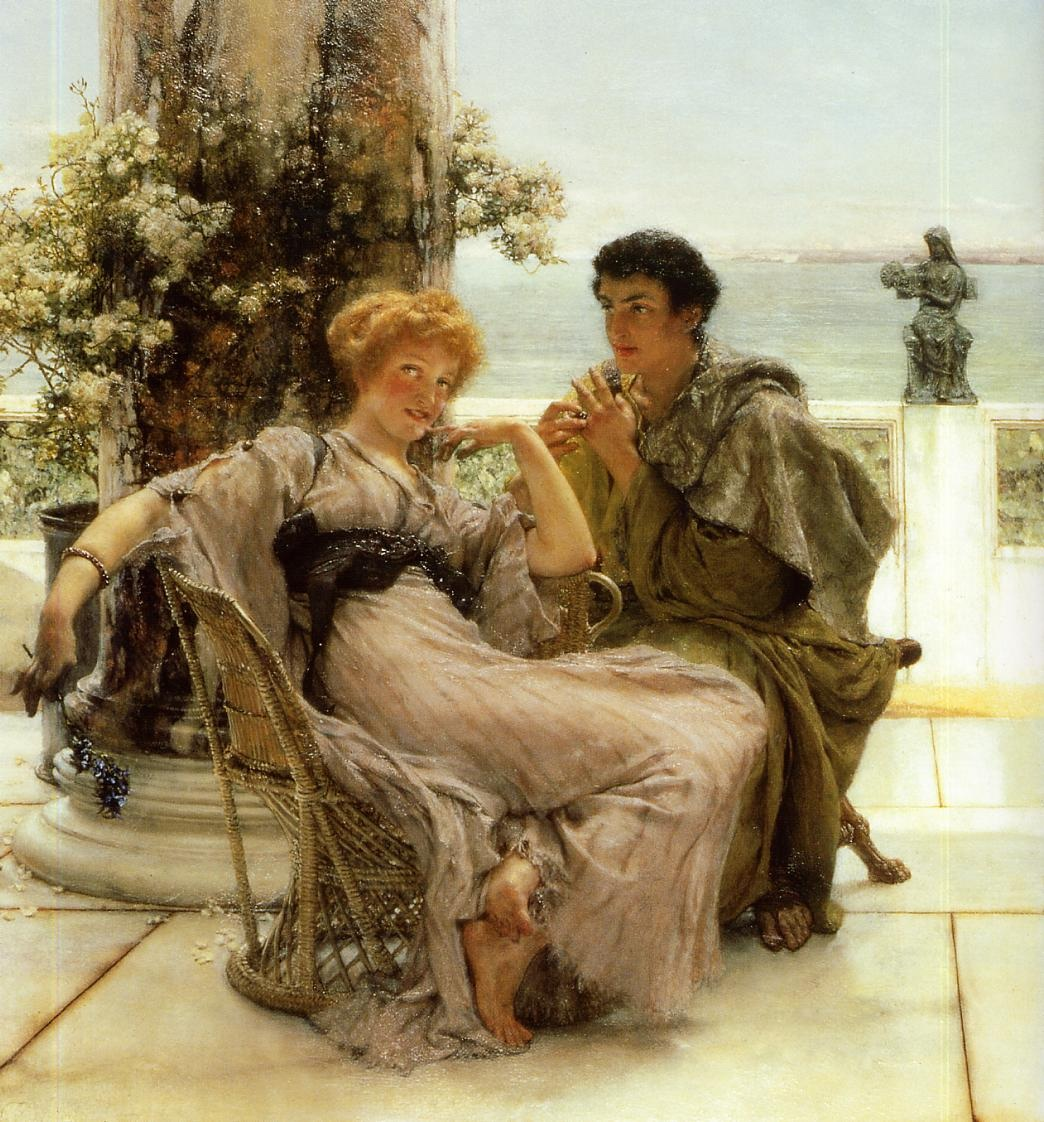
Pintura feita por Lawrence Alma-Tadema de um cortejo sexual seguido por um pedido de casamento

A maioria das denominações do Cristianismo, principalmente o Catolicismo, possuem regras e pontos de vista rígidos sobre quando as práticas sexuais são aceitáveis e puras. A grande parcela das visões cristãs sobre o sexo é fundamentada e influenciada pelas várias interpretações da Bíblia Sagrada. A relação sexual fora do casamento, por exemplo, é considerada um pecado em algumas igrejas, onde é referida como um pacto sagrado, santo ou como um santo sacramento entre marido e mulher. Historicamente, os ensinamentos cristãos, muitas vezes promoviam o celibato, embora atualmente apenas certos membros (por exemplo, certos líderes religiosos como o padre) de alguns grupos tendem a fazer um voto de celibato, onde abandonam tanto o casamento como qualquer tipo de atividade sexual ou romântica. A Bíblia pode ser interpretada como favorável a penetração peniana-vaginal, onde é tratada como a única forma de atividade sexual aceitável; enquanto outras interpretações veem a Bíblia como incerta sobre o sexo oral e outros comportamentos sexuais particulares, onde os estudiosos afirmam que, com base nesta doutrina, é uma decisão pessoal a aceitação ou não de sexo oral dentro do casamento. A Bíblia também proíbe as relações sexuais durante a menstruação.
Na Igreja de Jesus Cristo dos Santos dos Últimos Dias e no Mormonismo, as relações sexuais dentro dos laços do matrimônio são vistas como algo sagrado. Os mórmons consideram as práticas sexuais uma ordem dada por Deus para a criação de filhos e para a expressão do amor entre marido e mulher. Os membros são desencorajados para terem quaisquer relações sexuais antes do casamento, e de serem infiel ao seu cônjuge durante o casamento. Já no Judaísmo, um judeu casado é obrigado a fornecer à sua esposa o prazer sexual chamado onah (literalmente traduzido como o tempo dela), que é uma das condições que o mesmo aceita como parte do contrato de casamento judaico chamado ketubá, onde o marido jura à sua cônjuge durante a cerimônia de casamento judaico. Na visão judaica sobre o casamento, o desejo sexual não é mau, mas deve ser satisfeito no momento, local e forma adequados. O Islamismo vê o sexo dentro do casamento como algo prazeroso, uma atividade espiritual, e um dever. Os homens xiitas são autorizados a entrar em um número ilimitado de casamentos temporários, que são realizados para durarem por um período que pode se estender de minutos até vários anos, com a prática de relação sexual; entretanto, as mulheres xiitas são autorizadas a entrar apenas em um casamento durante sua vida, podendo este ser temporário ou permanente.
Em uma opinião completamente oposta as anteriores, os Wiccas acreditam que, conforme está escrito na Carga da Deusa, devem "deixar a minha adoração [da Deusa] estar dentro do coração com alegria; porque eis que todos os atos de amor e prazer são meus rituais". Esta afirmação parece permitir uma liberdade para explorar a sensualidade e prazer, doutrina que é complementada no último verso do poema do conselho wiccano — "26. Oito palavras o conselho wiccano deve cumprir — sem prejudicar ninguém, faça o que quiserdes." Com isso, conclui-se que os wiccanos são encorajados a serem responsáveis pelos seus encontros sexuais, podendo ser realizados a qualquer momento com qualquer pessoa. Seguindo os costumes orientais, o Hinduísmo tem variados pontos de vista sobre a sexualidade, porém a sociedade hindu, em geral, acredita que o sexo fora do casamento é considerado imoral e vergonhoso. Já as éticas budistas afirmam que os seus seguidores não devem estar ligados e nem ter anseios de desejos sexuais.
Outras religiões compartilham de pontos de vista similares aos apresentados, como a Fé bahá'í, onde o sexo só é permitido entre esposo e esposa no casamento. A diferença fica por parte dos movimentos religiosos, como o Unitário-Universalismo, o qual enfatiza a ética interpessoal e não condena a relação sexual se feita com consentimento por adultos. De acordo com a religião de Brahma Kumaris, o poder da luxúria é a causa de todo o mal na terra e é considerada pior que o homicídio. Para combater isto, os seus seguidores aderem ao celibato, com a crença de que esta pureza promove a paz e prepara para a vida na nova Terra quando as crianças serão criadas com o poder da mente. Já o movimento de Meher Baba prega que "no início da vida conjugal, os parceiros são atraídos um pelo outro pela luxúria, assim como pelo amor; no entanto, com a cooperação consciente e deliberada eles podem diminuir gradualmente o elemento de luxúria e aumentar o elemento do amor. Através deste processo de sublimação, em última análise, a luxúria dá lugar ao amor profundo."
Em alguns casos, a relação sexual entre duas pessoas é vista como contrária à lei ou doutrina religiosa. Em muitas comunidades religiosas, incluindo a Igreja Católica e os Budistas Mahayana, os líderes religiosos devem se abster de relações sexuais, a fim de se dedicar a sua atenção, energia e lealdade plenamente para com seus deveres religiosos.
A oposição ao casamento entre pessoas do mesmo sexo é amplamente baseada na crença de que a relação sexual e a orientação sexual devem ser de natureza heterossexual. O reconhecimento de tais casamentos é uma questão civil, política, social, moral e religiosa em muitas nações, nas quais os conflitos surgem para discutir-se a possibilidade dos casais de pessoas do mesmo sexo serem autorizados a contrair matrimônio, serem obrigados a usar uma situação diferente (como a união civil, a qual concede direitos iguais como casamento ou limita direitos em relação ao casamento), ou não terem nenhum desses direitos. Outra questão relacionada ao assunto que é frequentemente debatida é a aplicabilidade do termo casamento em relações de caráter homossexuais, que recebe opiniões diversas ao redor do mundo.

## Relação sexual em animais

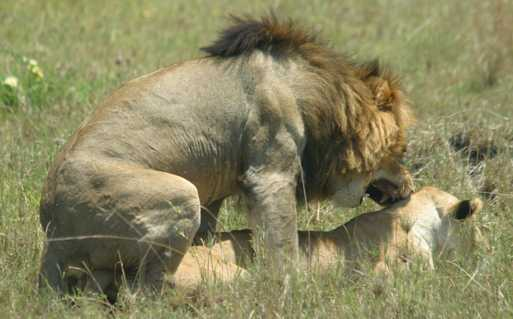
Um casal de leões realizando a cópula em uma savana no Quênia

No que diz respeito à zoologia, a cópula é conhecida por muitas vezes como o processo em que um macho introduz esperma no corpo da fêmea, especialmente diretamente em seu trato reprodutivo. As aranhas, por exemplo, possuem os sexos masculinos e femininos separados. Antes do acasalamento e da cópula, a aranha macho forma uma pequena teia e ejacula sobre a mesma. Em seguida, ele armazena o esperma em reservatórios em suas grandes pedipalpos, a partir do qual ele transfere esperma para os órgãos genitais do sexo feminino. As fêmeas podem armazenar esperma por tempo indeterminado. A reprodução ocorre por dois métodos de fertilização: a interna, que é realizada por muitos dos vertebrados (tais como répteis, alguns peixes, e a maioria das aves) ocorrem via cópula cloacal (ver também hemipénis), enquanto os mamíferos se reproduzem pela cópula vaginal. A fertilização externa, que é realizada por vertebrados como alguns tipos de peixes e anfíbios, onde há o uso de um meio externo que permite a reprodução da espécie.
Para os insetos primitivos, o macho deposita espermatozoides sobre o substrato, por vezes, armazenado dentro de uma estrutura especial; o "cortejo sexual" envolve induzir a mulher a segurar o pacote de esperma em sua abertura genital, no entanto, não ocorre nenhuma cópula verdadeira. Em grupos que têm reprodução semelhante ao das aranhas, como as libélulas, os machos expulsam o esperma em estruturas copulatórias secundárias removidas desde a sua abertura genital, as quais são então usadas para inseminar as fêmeas. Em grupos avançados de insetos, o macho usa sua aedeagus, uma estrutura formada a partir dos segmentos terminais do abdômen, para depositar o esperma diretamente (embora, por vezes, o faz em uma cápsula chamada de espermatóforo) no trato reprodutivo da fêmea.
Bonobos, chimpanzés e golfinhos são espécies conhecidas por se envolverem em comportamentos heterossexuais mesmo quando a fêmea não está no cio, o que é um ponto positivo em seu ciclo reprodutivo para uma impregnação de sucesso. Estas espécies também são conhecidos por se envolverem em comportamentos sexuais entre espécies do mesmo sexo. Nestes animais, o uso da relação sexual evoluiu além da reprodução, onde aparentemente serve com funções sociais adicionais, aumentando a relação íntima entre os praticantes.